# آل گرگ (هامون)
آل گرگ، روستایی در دهستان لوتک بخش مرکزی شهرستان هامون در استان سیستان و بلوچستان ایران است.

## جمعیت
بر پایه سرشماری عمومی نفوس و مسکن در سال ۱۳۹۵، جمعیت این روستا برابر با ۱۰۵ نفر (۲۶ خانوار) بوده است.